# Leo Maasburg
Leo Maasburg (* 28. März 1948 in Graz) ist ein österreichischer Geistlicher und päpstlicher Monsignore. Er war von 2005 bis 2016 Nationaldirektor der Päpstlichen Missionswerke Österreich. Außerdem war er langjähriger Wegbegleiter von Mutter Teresa.

## Leben
Leo Maasburg stammt aus der altösterreichischen Adelsfamilie Maasburg und ist Sohn des Mitglieds der österreichischen NS-Widerstandsgruppe O5, Nikolaus Freiherr von Maasburg (1913–1965), und der Christiane Gräfin Ceschi a Santa Croce (1914–1984). Beide kamen aus dem heutigen Slowenien und wurden nach Kriegsende 1945 vom kommunistischen Jugoslawien entschädigungslos enteignet und vertrieben.
Am Stiftsgymnasium Melk war Maasburg Protegé seines Physikprofessors Reginald Zupancic. Er studierte Rechts- und Politikwissenschaften, Theologie und Missiologie an den Universitäten Innsbruck und Oxford sowie an der Päpstlichen Lateranuniversität. Nach der Priesterweihe 1982 in Fátima wurde er Mitarbeiter des slowakischen Bischofs Paul Hnilica in Rom, wo er Mutter Teresa kennenlernte, die er auf zahlreichen Reisen, u. a. nach Indien, Kuba oder in die Sowjetunion, begleitete und deren Seligsprechung er mit vorbereitete. Seit 2003 ist er Mitglied der Päpstlichen Missionswerke, von 2005 bis 2016 deren Nationaldirektor für Österreich. Zu seinem Nachfolger wurde Karl Wallner, ein Zisterzienser aus dem Stift Heiligenkreuz, ernannt.
Maasburgs Buch über Mutter Teresa (Original deutsch: Mutter Teresa. Die wunderbaren Geschichten) erschien u. a. auf Englisch, Französisch und 16 weiteren Sprachen.
Am 28. August 2021 hielt er die Trauerpredigt in der Kathedrale St. Florin in Vaduz anlässlich der Beerdigung von Fürstin Marie von und zu Liechtenstein.

## Publikationen
- Mutter Teresa; die wunderbaren Geschichten, Verlag Pattloch, München 2010, ISBN 978-3-629-02248-6
- Mutter Teresa; die wunderbaren Geschichten, Verlag Knaur Taschenbuch, München 2016, ISBN 978-3-426-78831-8